# Pålsjö skog
Pålsjö skog är en lövskog, samt ett grön- och strövområde beläget i Helsingborgs norra del och är sedan 2016 del av Pålsjö naturreservat. Området har fått sitt namn av Pålsjö slott, som ligger i skogens nordvästra hörn, och är ett populärt rekreationsområde för stadens invånare. Skogen är en del av landborgspromenaden och ingår därigenom också i Skåneleden. Det järnvägsspår som leder genom skogen figurerar i Hans Alfredsons bok Attentatet i Pålsjö skog från 1996.

## Beskrivning

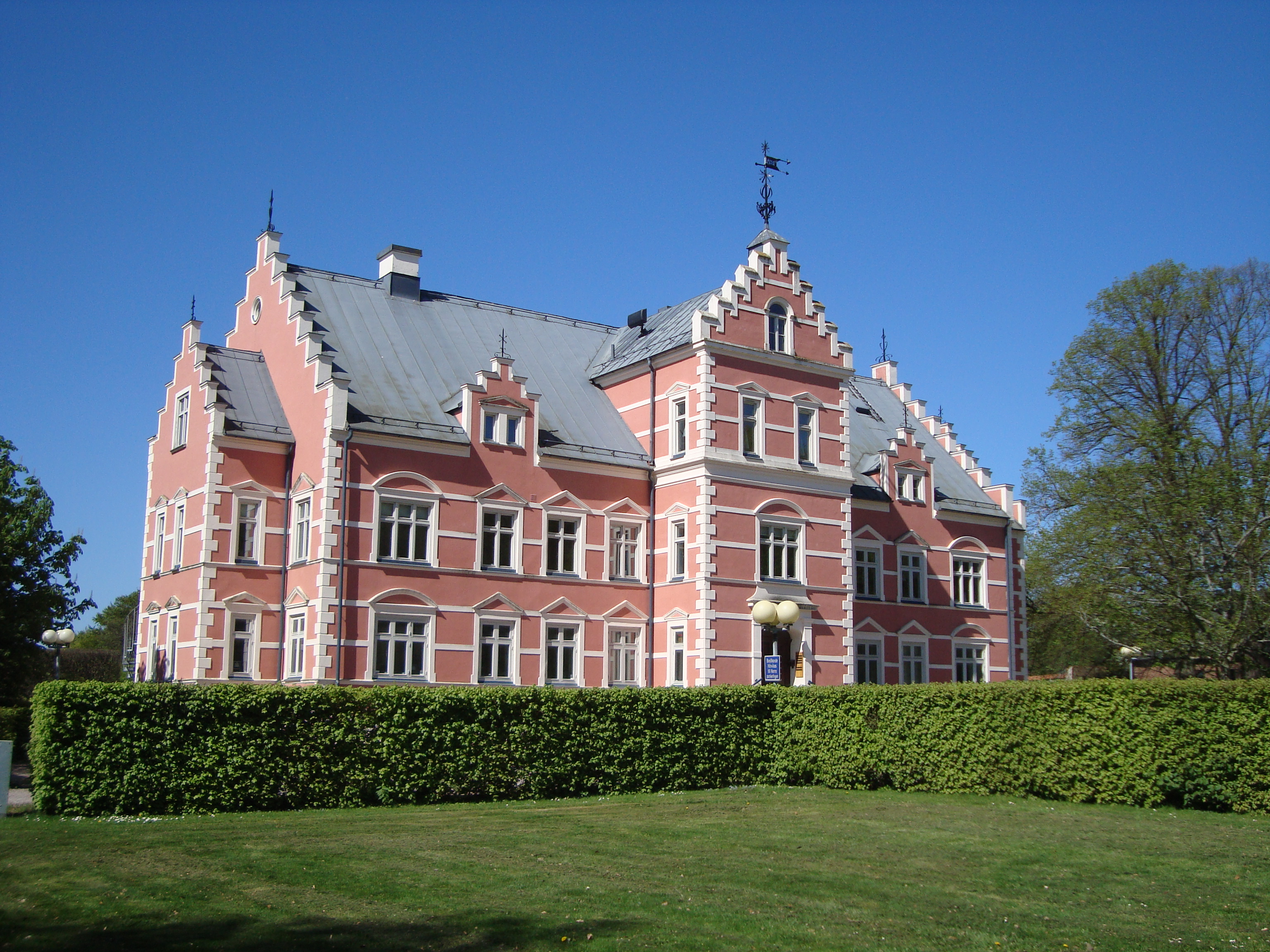
Pålsjö slott.

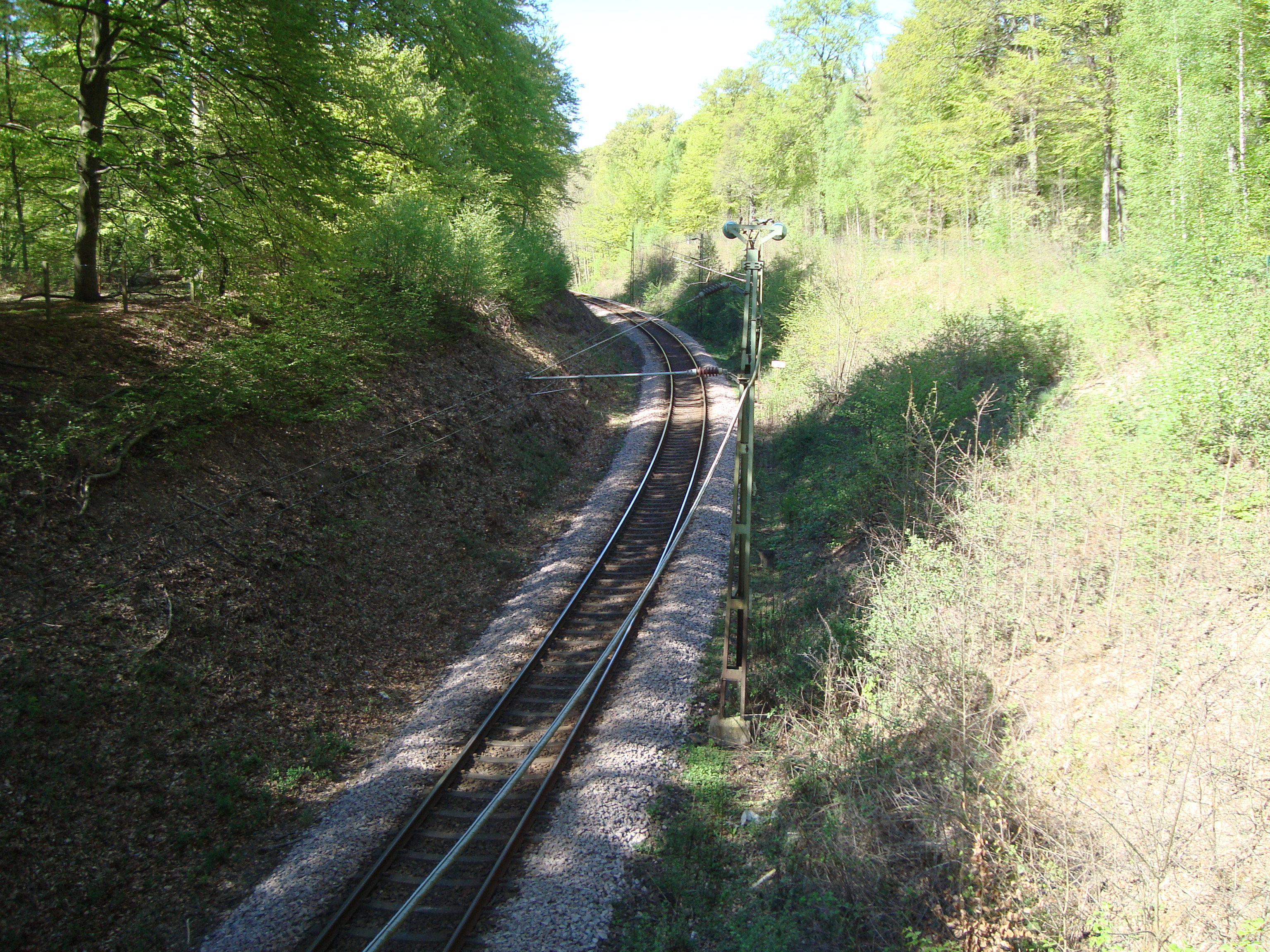
Det nuvarande enkelspåret genom Pålsjö skog.

Skogen har en yta på cirka 70 hektar och sträcker sig från stadsdelen Tågaborgs nordligaste bebyggelse till Pålsjö gårds marker strax söder om Mariastaden. I väster avgränsas skogen av Pålsjö slotts område, samt ett söder därom liggande villaområde från 1910-talet. Norr om slottet ligger hotell- och konferensanläggningen Villa Thalassa och norr om detta breder sig ett 100 hektar stort område med naturbetesmarker ut. I skogens nordöstra hörn ligger Helsingborgs krematorium och Pålsjö kyrkogård. I sydost finns ett antal tennisbanor. Genom skogen går ett järnvägsspår, som en del av Västkustbanan.
Genom skogen rinner två bäckar ner mot Öresund i var sin ravin som skurits ut ur i landborgen, troligen i slutet av den senaste istiden när inlandsisen smälte. Vid ravinens fot i väster förenas de två bäckarna och vattnet samlas i en damm vid vattenkvarnen Pålsjö mölla. Kvarnen har anor från 1660-talet, men den nuvarande byggnaden är från 1824. Ravinen för även ner skogsväxtligheten till landborgens fot, tätt intill strandkanten och Pålsjöbaden. Genom den nordliga ravinen leder även en väg upp till villaområdet och Pålsjö slott. Mitt inne i skogen ligger Skogspaviljongen, uppförd 1914 efter ritningar av Sigurd Lewerentz och Torsten Stubelius. Under sommarhalvåret finns här en våffelservering. År 1969 anlades en motionsslinga genom skogen, som senare försågs med elljus.

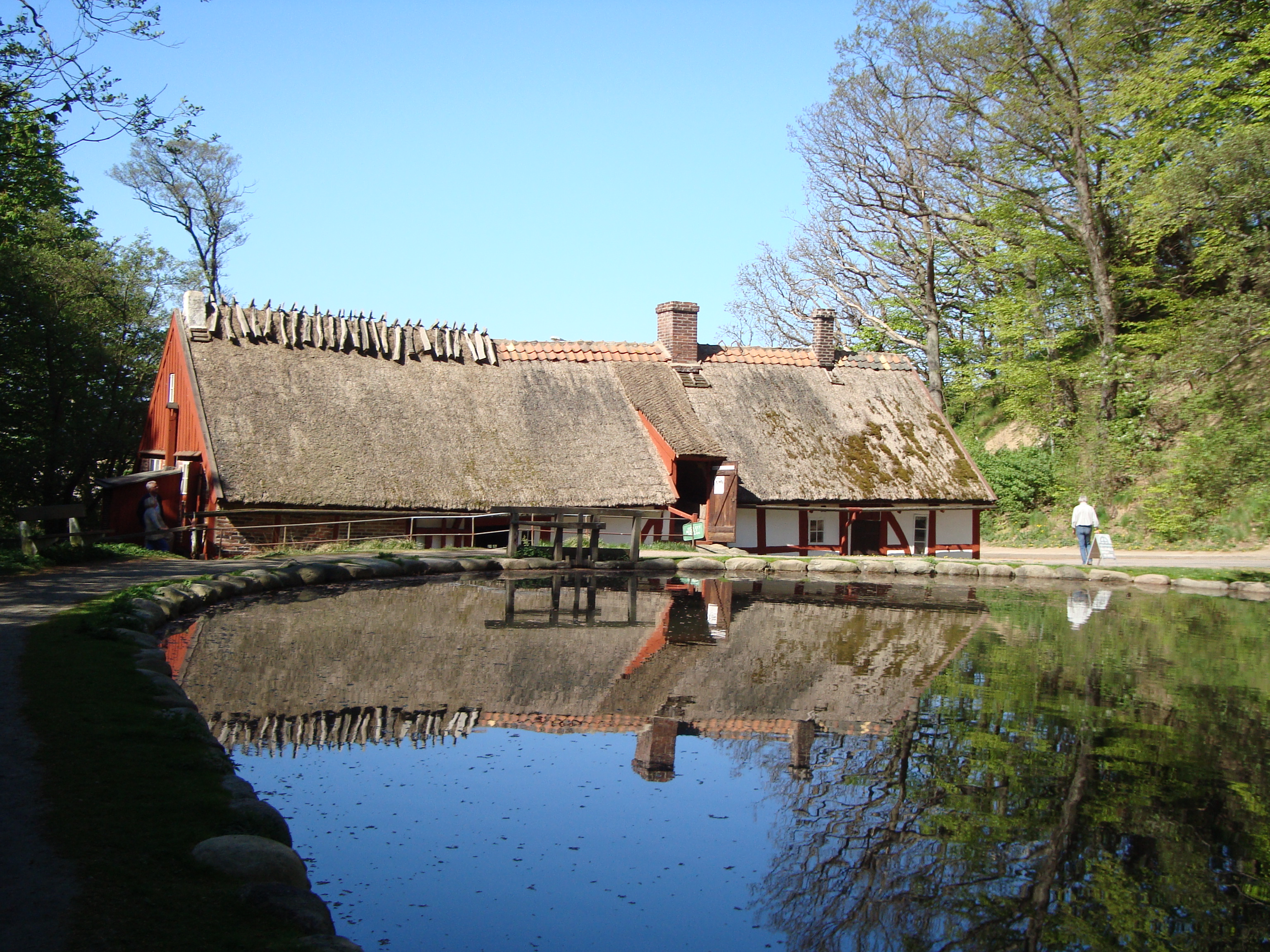
Pålsjö mölla.

### Natur
Själva skogen består till största delen av bok och ek, men man finner även inslag av ask, alm, al, sykomorlönn och asp. Åldern på träden är varierad, flera av träden är 150 år eller äldre, och man kan finna träd som är upp emot 250 år gamla. I fältskiktet är växtligheten av ängstyp, där blommande vitsippor dominerar under våren medan skiktet under sommaren mest består av gräs, blekbalsamin och hallon. Här finns också flera sällsynta växter, som mellanhäxört, gulsippa och storfryle. De gamla träden och det faktum att skogen är en naturskog med inslag av döda och fallna träd gör att flera hotade arter har kunnat växa i området. Detta omfattar bland annat sällsynta mossor, svampar, lavar och skalbaggar. I Pålsjö skog gjordes 1989 (senare även funnen vid Sofiero 2012) det första fyndet för Sverige av dubbelfotingen kölfoting (Nanogona polydesmoides). Flera fågelarter häckar gärna i skogen, till exempel större hackspett, spillkråka, gröngöling och sparvhök. Även den mer sällsynta skogsduvan kan vid tillfällen höras i skogen.

### Järnväg
I dagsläget går Västkustbanan i ett enkelspår i en klippskreva i Pålsjö skog. I centrala Helsingborg går banan bland bostadshus nära kusten, samt närmast centralstationen i den i huvudsak enkelspåriga Helsingborgstunneln (1 399 m lång).

## Historik
Området tillhörde under medeltiden Pålsjö slott, då benämnd Pålsjö gård, och var i dess ägo fram till 1900-talets början. Platsen var under denna tid bevuxen med skog. Detta indikeras av namnet på ett frälsehemman, Senderöd, beläget norr om skogen. Efterleden "-röd" har innebörden röjning eller nyodling i skog. Dessutom finns en konflikt från 1503 mellan ägaren av Pålsjö, Sten Bille, och borgarna i Helsingborg bevarad, där Bille protesterade mot att borgarna hade huggit ner skog på hans mark. Däremot har skogen efterhand avverkats för att ge plats åt odlings- och betesmarker. Området beskrevs 1741 som "vacker ungskog" och var därför troligen rätt nyplanterad vid denna tidpunkt. Området användes troligen som slåtteräng under det tidiga 1700-talet. Den nya skogen har sedan fått växa till sig under 1800-talet.
I takt med att Helsingborgs stad växte sig allt närmre Pålsjö gårds ägor ökade intresset för exploatering av området. År 1905 meddelade Pålsjös dåvarande ägare, major Gustaf Adolf Follin, att han ämnade att sälja nästan hela gårdens egendomar, förutom slottet, slottsparken och några ekonomibyggnader. Helsingborgs stad övervägde att köpa egendomen, men detta drog ut på tiden och istället köpte konsul Nils Persson upp området. Därefter erbjöd han nästan omedelbart staden att köpa området, till ett högre pris, med villkoret att viss mark undantogs. Staden var först avvisande, men antog till slut Perssons erbjudande då man ansåg att området kvaliteter och möjligheter vägde över. Köpet genomfördes 1908 och omfattade även en del industrier som etablerats i området, vilka staden snart lät avveckla. Skogen har sedan dess utnyttjats som ett offentligt rekreationsområde. En stor del av köpet bestod av jordbruksmark, vilket gjorde att staden anlade Pålsjö gård norr om skogen för att kunna fortsätta jordbruksverksamheten. År 1957 köpte staden även Pålsjö slott med tillhörande slottspark. Själva slottet såldes dock till privata investerare 2006.

## Kultur
Attentatet i Pålsjö skog (1996) är en roman av Hans Alfredson.

## Bildgalleri

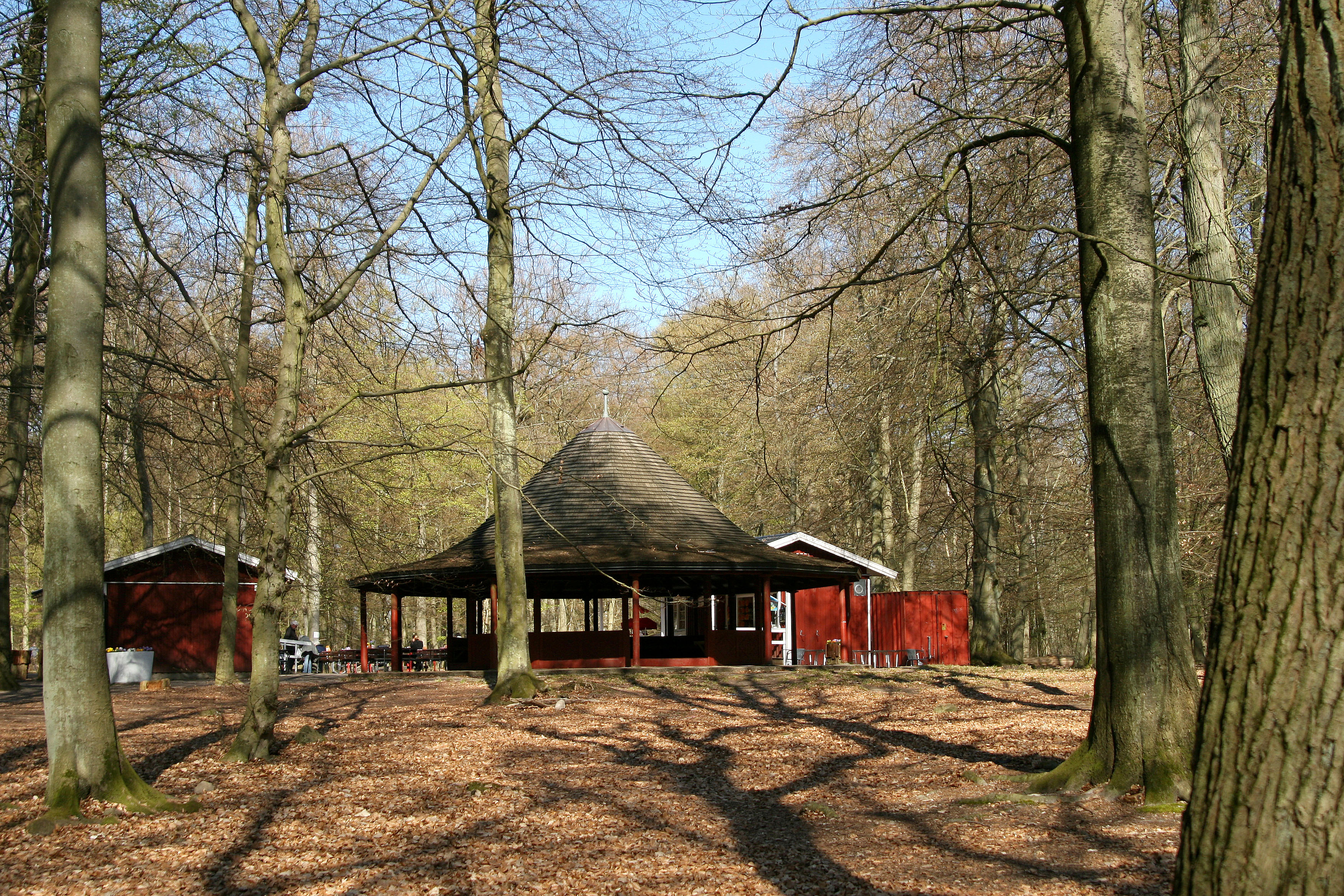
Skogspaviljongen.
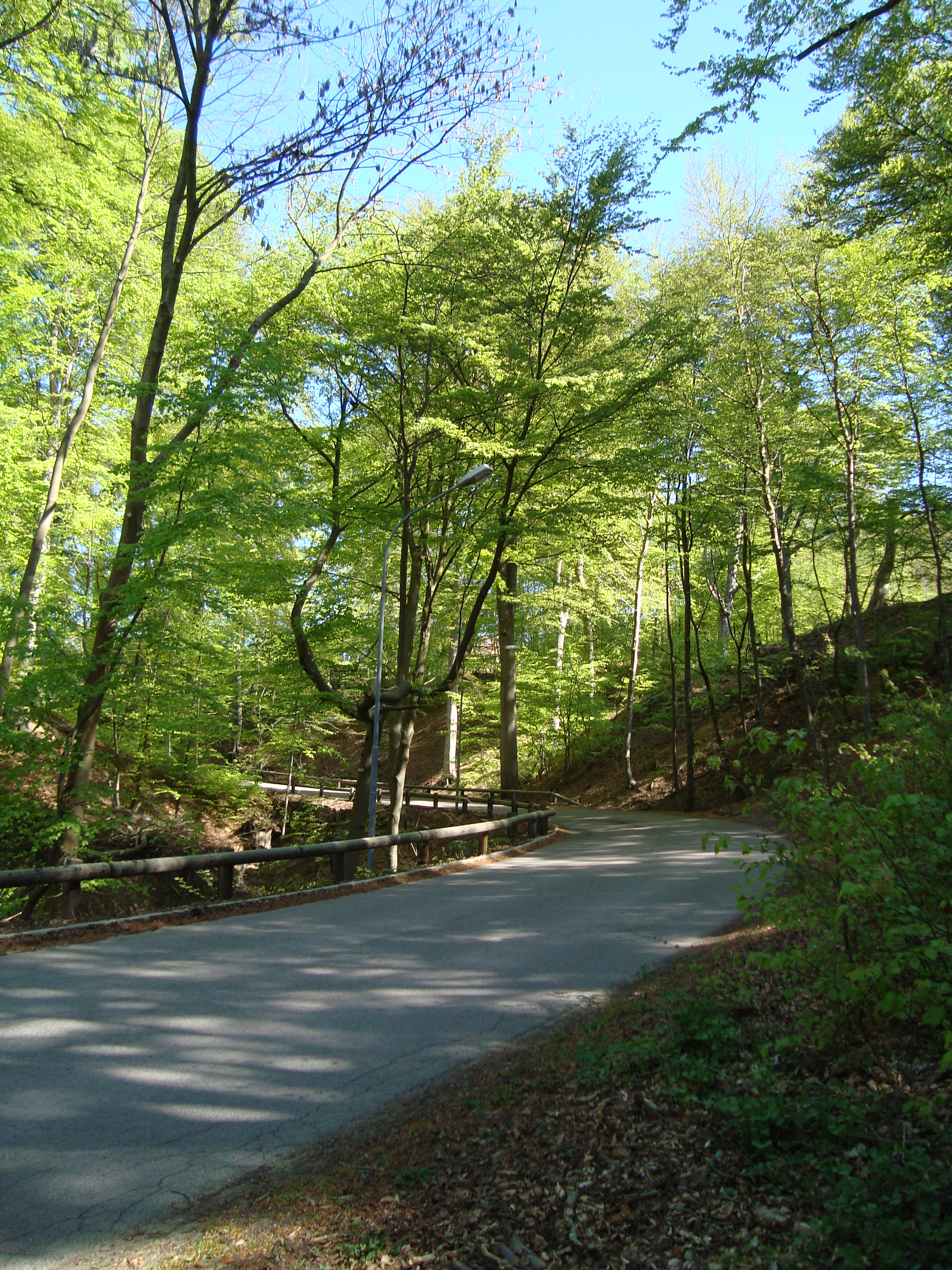
Dag Hammarskjölds väg.
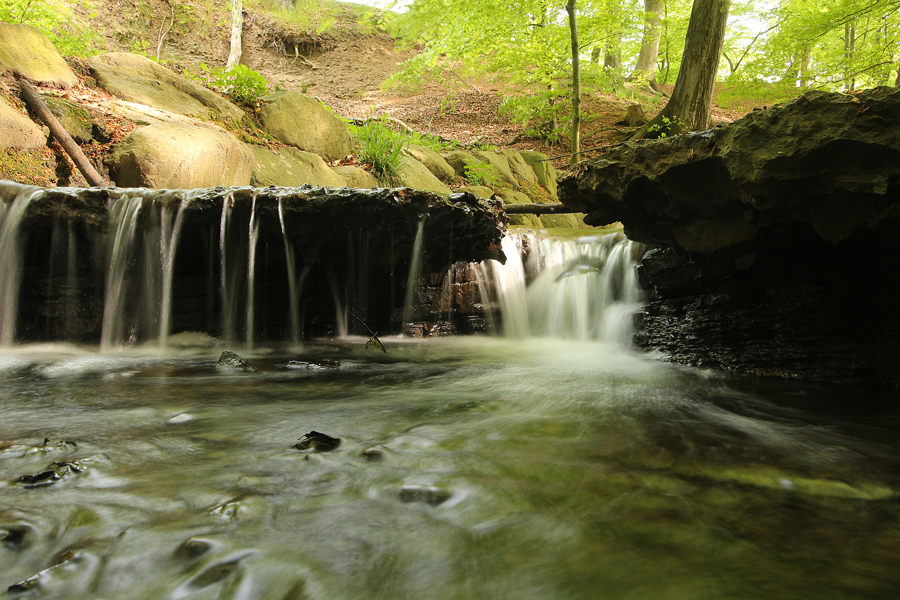
En bäck i Pålsjö skog.
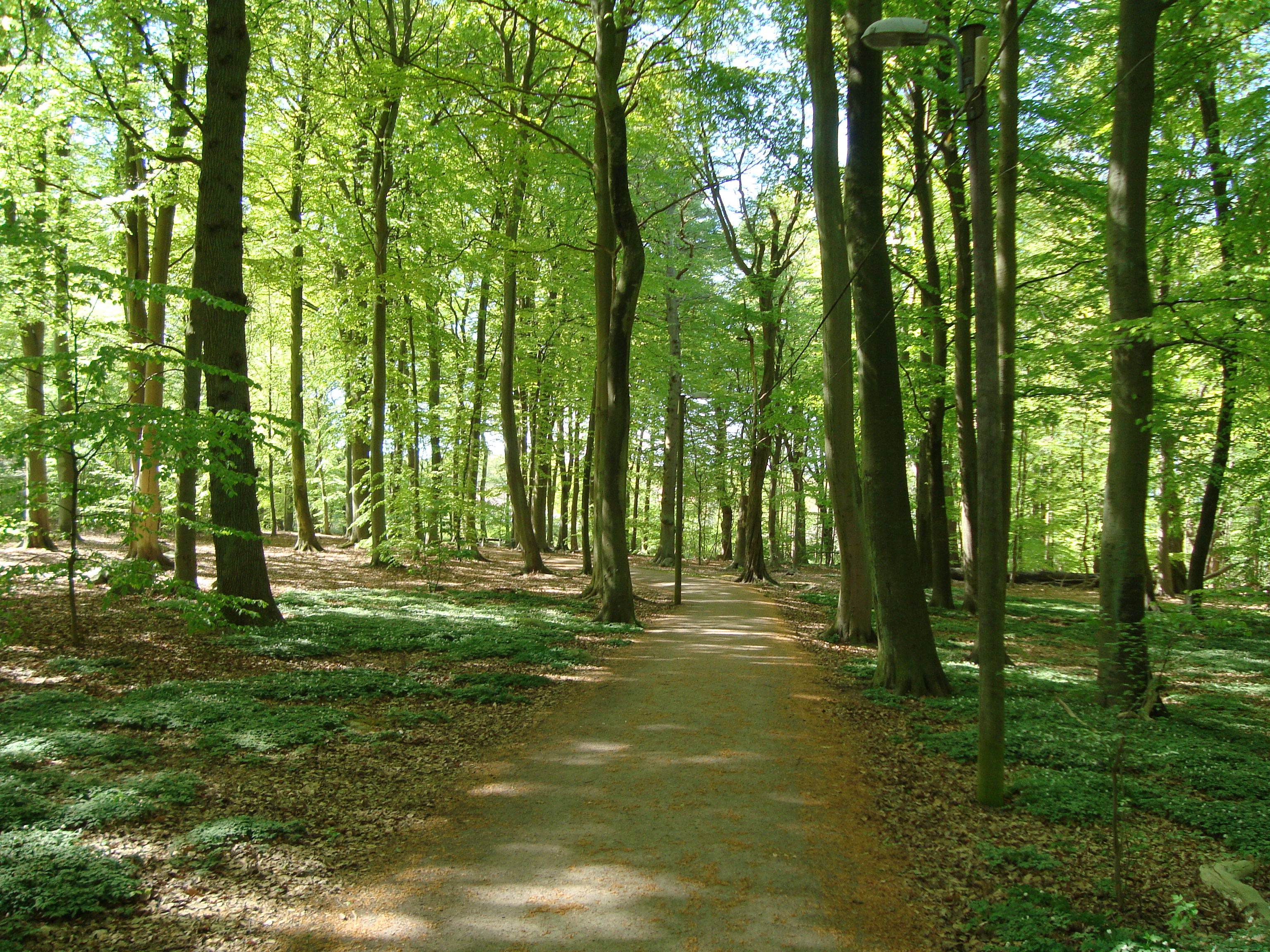
Löparspår.
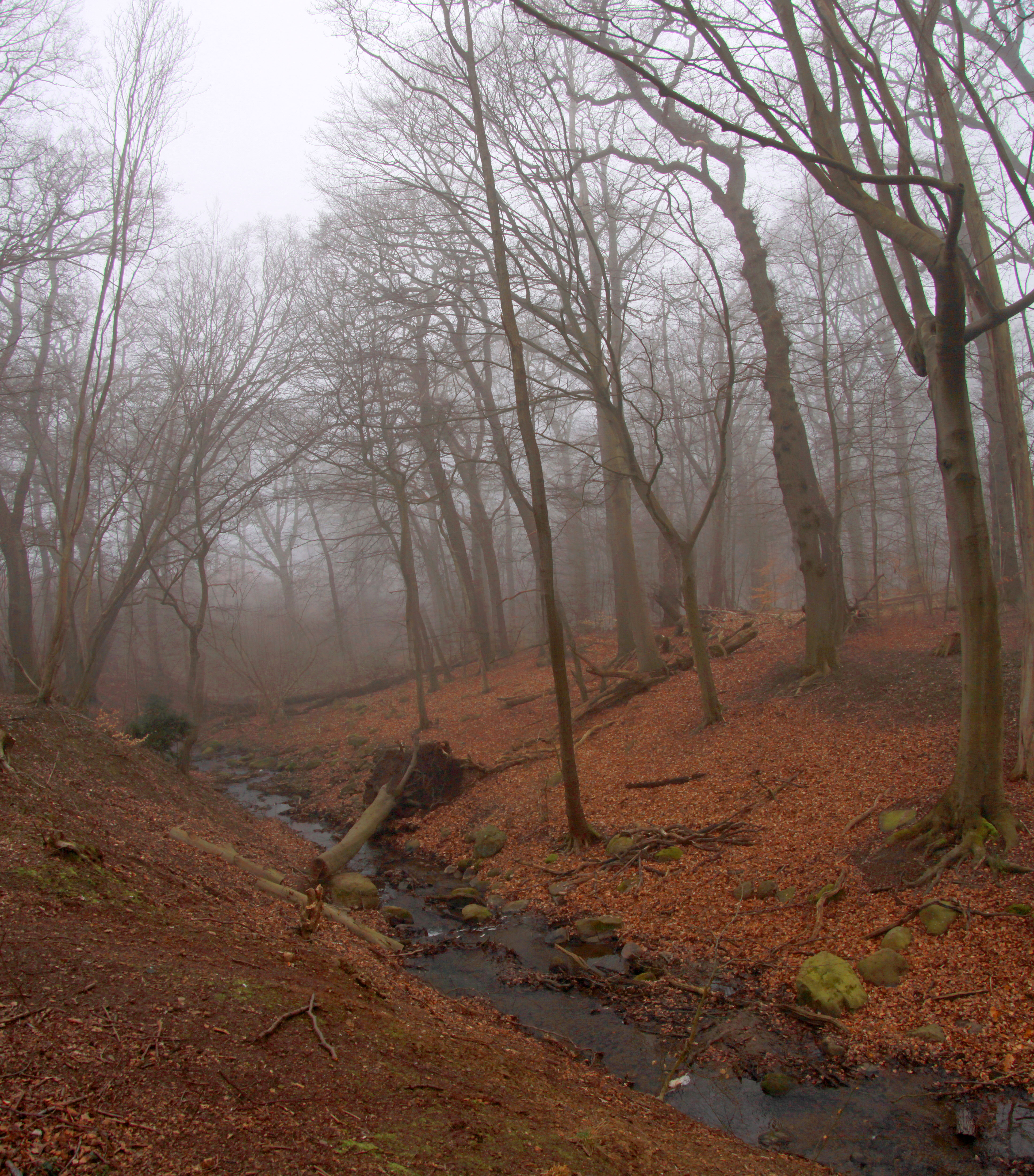
En dimmig vårdag i Pålsjö skog.
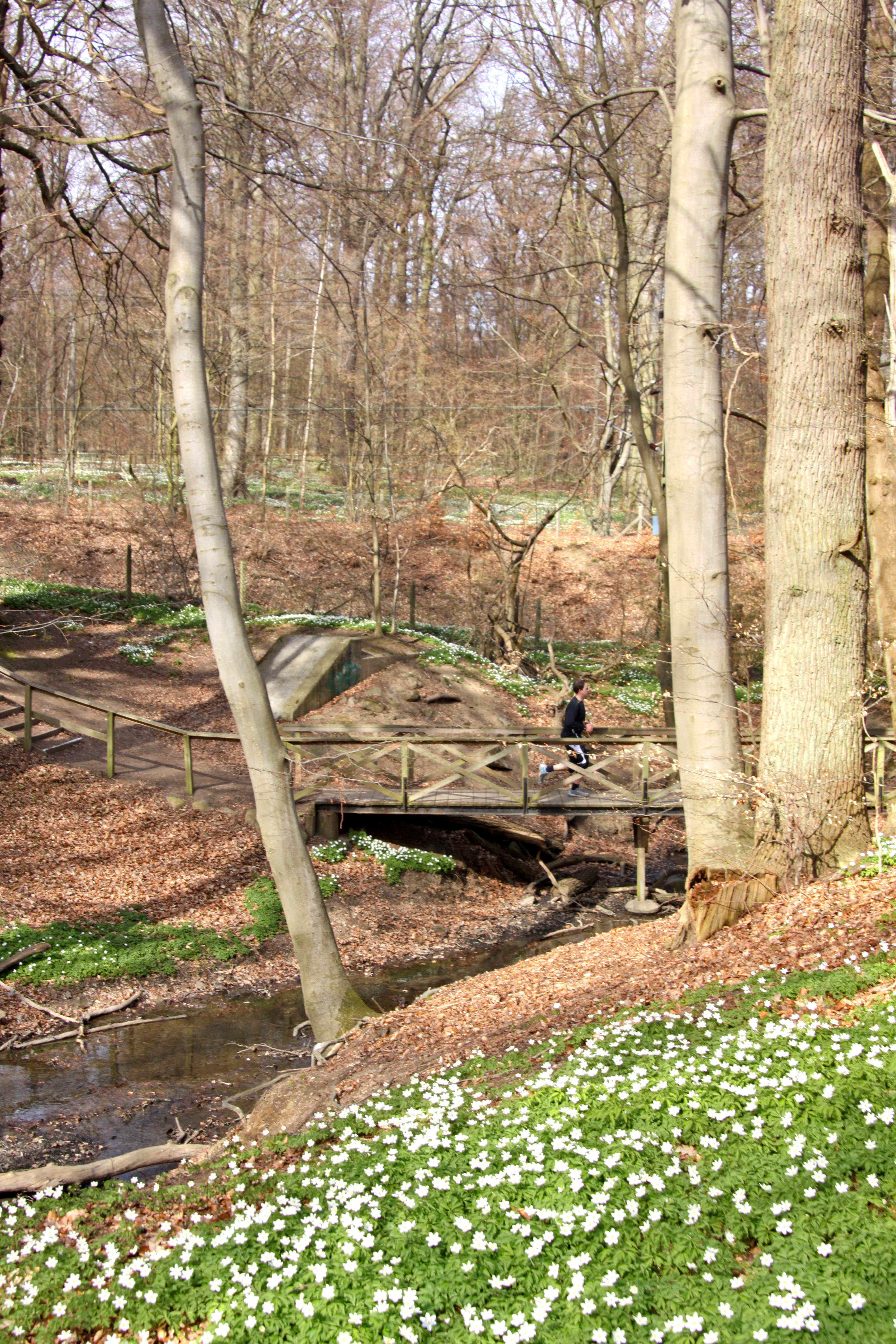
Vår i Pålsjö skog.
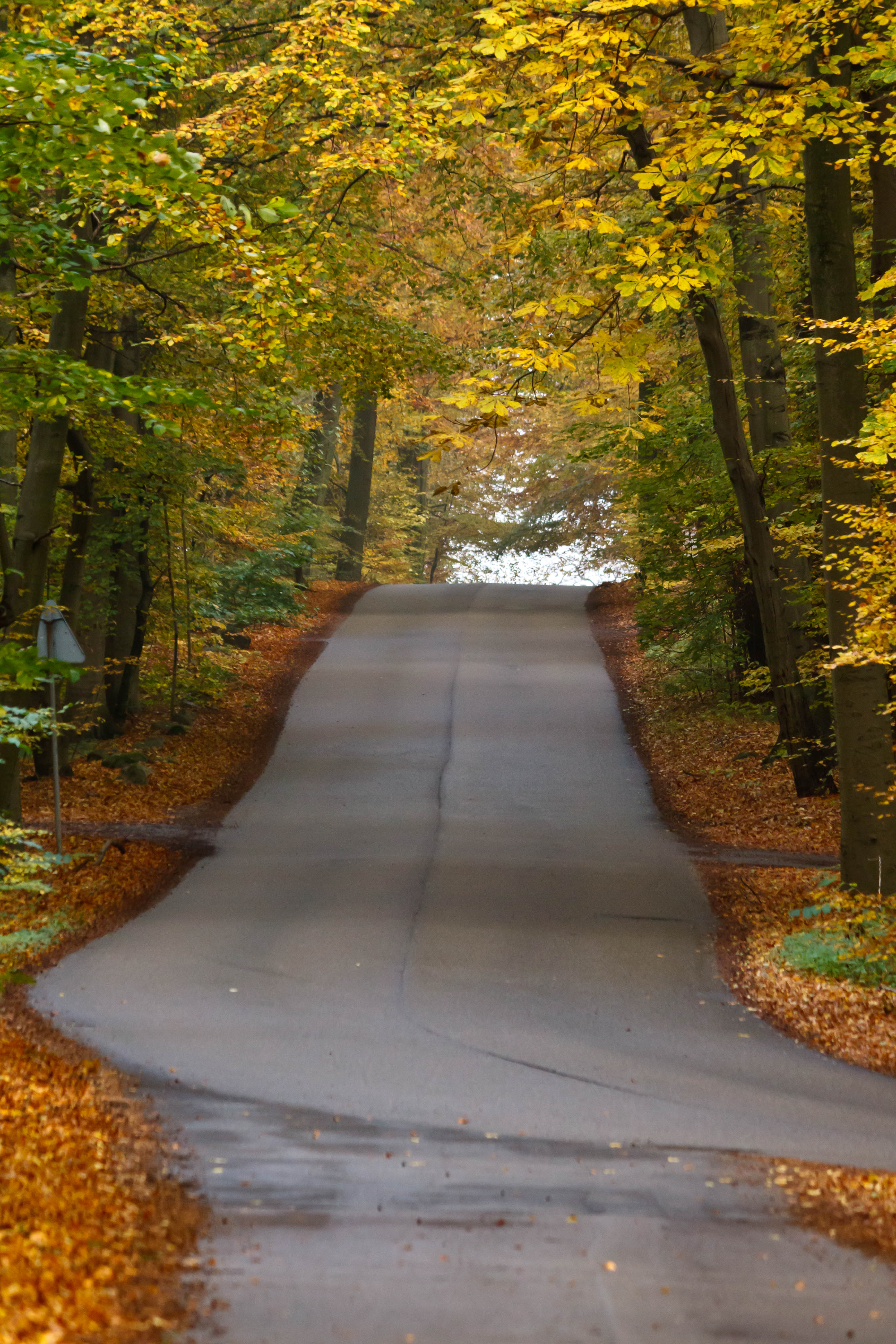
Höst i Pålsjö skog.
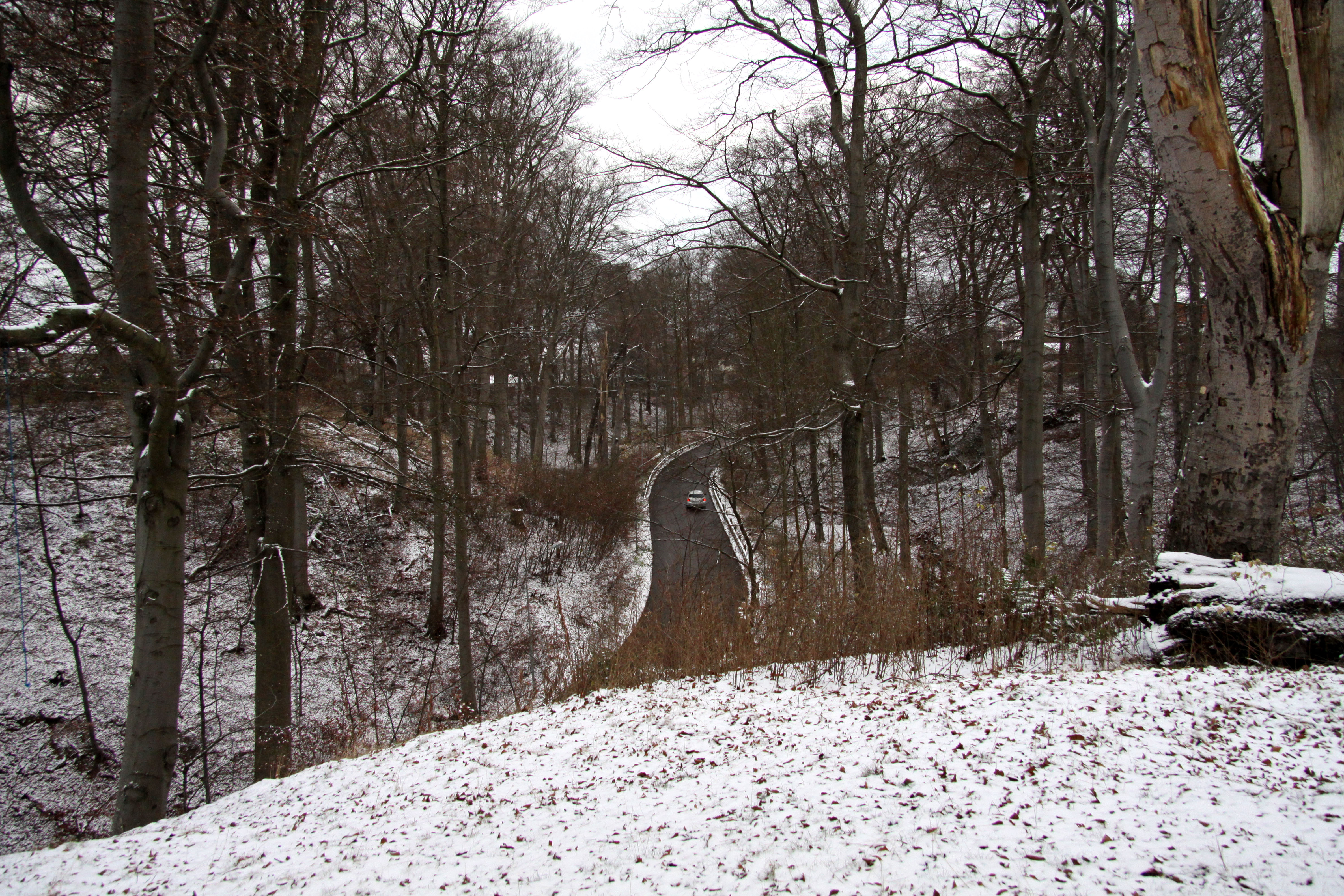
Vinter i Pålsjö skog.